# Eugenodilol
Eugenodilol je alfa-1 blokator i beta blokator, sa slabom aktivnosti kao β2-adrenergički agonist. On je izveden iz eugenola.